# 순직의무군경의 날
순직의무군경의 날은 대한민국의 법정 기념일이다. 날짜는 4월 넷째 금요일이다.

## 유래
국방의 의무를 수행하다가 안타깝게 사망한 순직의무군경의 희생을 기리고 추모하기 위해 제정한 기념일이다. 대한민국 국가보훈부에서 2023년 11월 21일에 제정했고, 2024년부터 현재까지 시행하고 있다.